# Липська, 18/5
Будинок № 18/5 — будівля колишнього міського початкового училища імені Миколи Бунге, розташована на розі вулиць Липської і Пилипа Орлика, що на Липках (Київ).
За визначенням дослідників, будинок — зразок еклектичної архітектури межи ХІХ—ХХ сторіч, цінний містобудівний акцент, оригінальний елемент історичної забудови Липок.
Наказом Міністерства культури і туризму України № 662/0/16-07 від 16 червня 2007 року поставлений на облік пам'яток історії та архітектури місцевого значення (охоронний номер 421-Кв).

## Історія ділянки

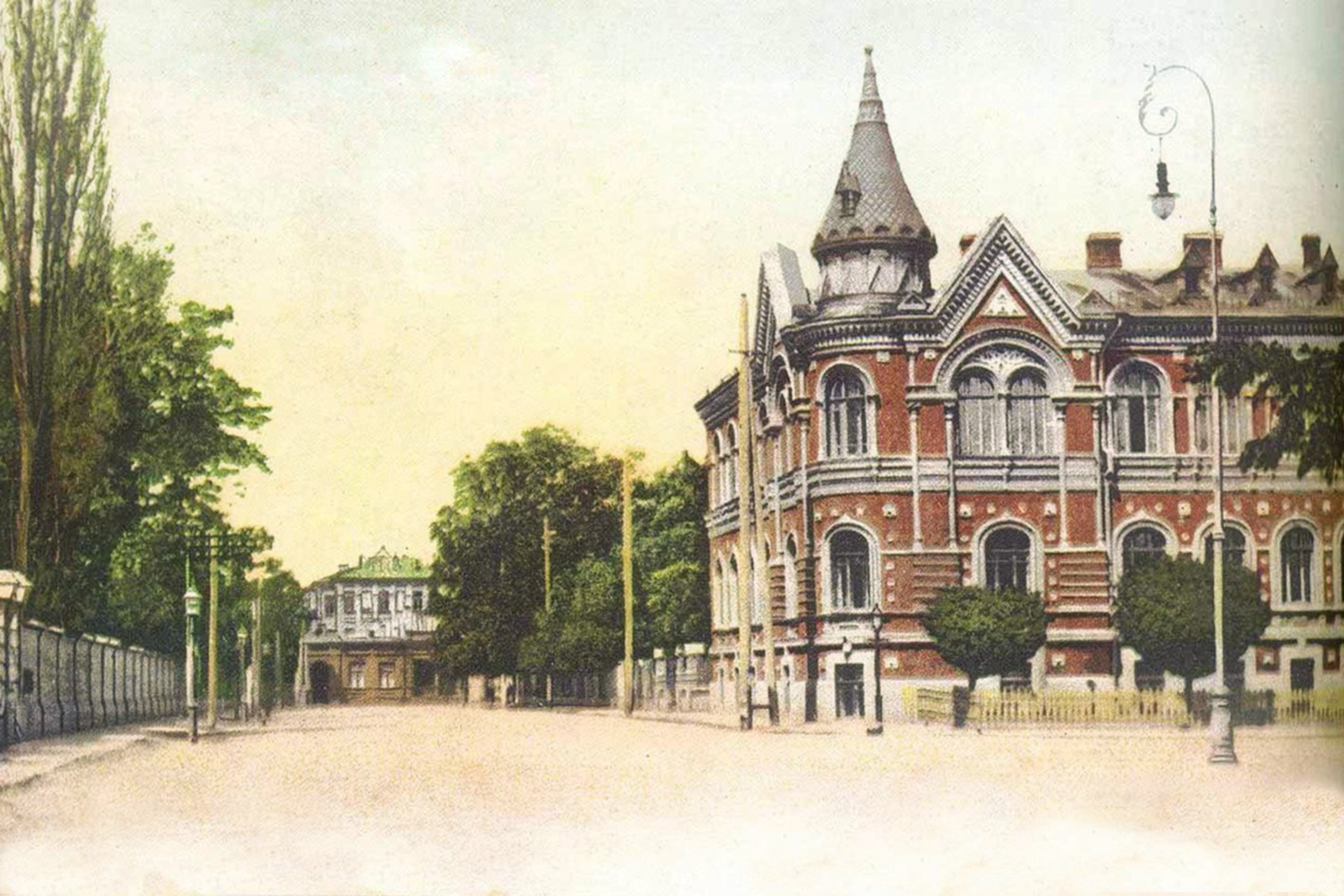
Міське початкове училище. Близько 1910

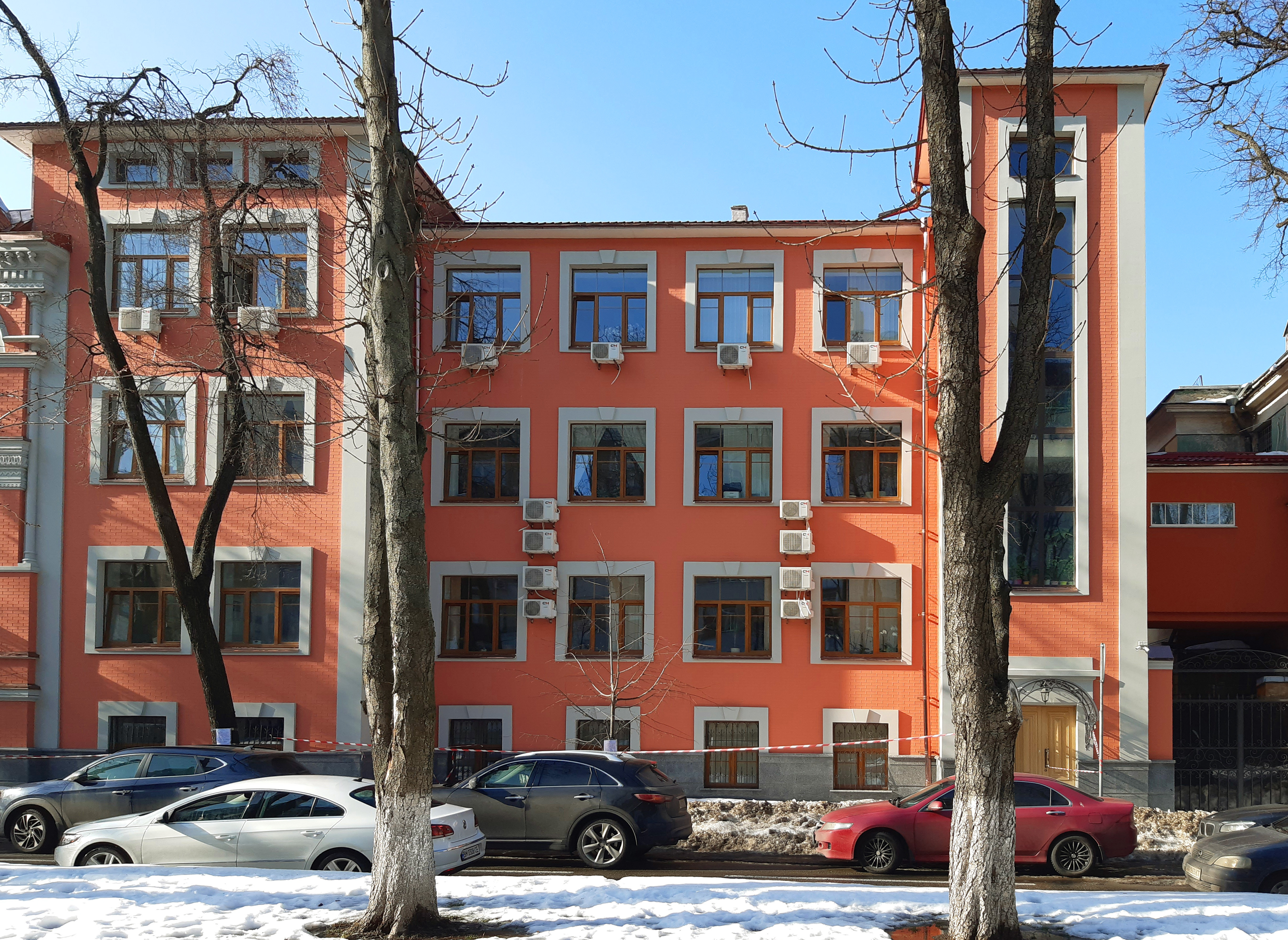
Будинок НКВС (№ 16-А), зведений у 1930-х роках і з'єднаний переходом з колишньою садибою Уварової

Поруч із садибою (№ 16) розташовувався майдан. На його частину, що утворювала наріжну ділянку, претендував цукровий магнат Лазар Бродський, але 1898 року йому дозволили взяти цю землю лише в тимчасове користування (оренду). Згодом міська влада безкоштовно відвела її під П'яте міське двокласне початкове училище, яке заснували на кошти прихильників вченого-економіста, академіка, державного діяча Миколая-Карла-Пауля фон Бунге (1823—1895). Він походив із німецького роду, найвідомішими представниками якої були його батько Христіан-Готліб Бунге (1776—1857), київський ветеринарний лікар, і дядько Георг-Фрідріх Бунге (1722—1792), аптекар, засновник німецької євангелічно-лютеранської громади Києва. На Липках, між сучасними будинками № 9 і № 15, родина Бунге мала садибу.
Будівлю училища спорудили за проєктом архітектора німецького походження  Георгія Шлейфера. Будівництво велось під керівництвом також німця, архітектора Едуарда Брадтмана. Будівельні роботи здійснювала контора підрядчика Л. Гінзбурга.
На цокольному напівповерсі розмістили квартири для службовців училища, рекреаційну залу й гардероб. Класи для навчання 50 хлопчиків розташовувались на першому поверсі, а класи для дівчаток — на другому.
Від 1919 до 1987 року у цьому кварталі розміщувались каральні органи ЧК-ОДПУ-НКВС-КДБ. На території колишньої садиби Уварової (№ 16) був тюремний підвал (рос. «тюрпод»), де страчували «ворогів народу». У 1930-х роках між садибою й училищем звели триповерхий на цокольному поверсі будинок (№ 16-А). Окремі частини комплексу з'єднувалися між собою переходами.
У 1990-х роках будівлю займав Штаб цивільної оборони України, згодом — Державна судова адміністрація України.

## Архітектура
Цегляний будинок має два поверхи і
цокольний напівповерх. Акцентований заокругленим наріжжям із вежею. Крила будівлі підкреслені розкріповками, які увінчуються трикутними щипцями.
Вікна напівциркульні, на другому поверсі розкріповок — спарені, на цокольному напівповерсі — прямокутні. Карнизи складні на декоративних кронштейнах.